# Фумико Окуно
Фумико Окуно (јап. 文子奥野; Кјото, 14. април 1972) је бивша јапанска спортисткиња, која се такмичила у свим дисциплинама синхроног пливања.
На Летњим олимпијским играма 1992. у Барселони освојила је две бронзане медаље: појединачно и у пару са Аки Такајамом.
Фумико Окуно била је успешна и на Светским првенствима. На Светском првенству 1991. у Перту била је чланица јапанске екипе која је екипно освојила треће место, а на Светском првенству 1994. одржаном у Риму, Фумико Окуну је освојила сребрне медаље појединачно и у пару са Мијом Тачибаном, а бронзану 
у екипној конкуренцији.
Била је побединк такмичења у синхроном пливању на 12. Азијским играма 1994. у Хирошими појединачно и у пару са Мијом Тачибаном.